# Profession profiler
Ne doit pas être confondu avec Mindhunter.
Pour plus de détails, voir Fiche technique et Distribution.
Profession profiler ou Psycho-Traqueurs au Québec (Mindhunters) est un film américano-britanniquo-néerlando-finlandais réalisé par Renny Harlin et sorti en 2004.

## Synopsis
Bobby Whitman, Vince Sherman, Nicole Willis, Sara Moore, Rafe Perry et Lucas Harper sont des futurs profilers du FBI. Alors qu'ils sont sur le point d'achever leur formation, ils sont envoyés par l'agent Jake Harris, un instructeur expérimenté aux méthodes particulières, sur l'île d'Oniega en Caroline du Nord. Celle-ci sert de base d'entraînement à la Navy pour divers scénarios d'urgence. Ils vont y simuler une véritable enquête afin de dresser le profil d'un tueur en série, surnommé "Le Marionnettiste". Ils sont accompagnés de J. D. Reston, un profiler plus expérimenté et secrètement en couple avec Nicole, ainsi que de Gabe Jensen, un mystérieux inspecteur de police de Philadelphie. Harris repart en hélicoptère et leur donne rendez-vous quelques jours plus tard.
Le lendemain matin de leur arrivée, Sara découvre le cadavre d'un chat avec une montre dans la bouche. L'enquête commence... Ils comprennent rapidement qu'un véritable tueur se cache sur l'île en question : le simulacre d'enquête tourne très vite au massacre. J. D. est tué en premier, gelé par une bouteille piégée d'azote liquide.
Peu après, alors qu'ils tentent de fuir en bateau, le ponton et le bateau explosent. Ils sont donc pris au piège et coincés sur l'île. La paranoïa se developpe peu à peu au sein du groupe. Après que le café a été contaminé avec des somnifères, les soupçons se portent sur Gabe. Rafe est ensuite tué, le corps entièrement vidé de son sang. Ils retrouvent encore une montre cassée près du cadavre.
Alors que ses collègues tentent de comprendre les codes laissés par le tueur, Vince — qui est en fauteuil roulant — surveille Gabe, qui est menotté. Un problème électrique et une inondation manquent de tuer Vince, mais Gabe parvient à couper le courant et à regagner la confiance du groupe. En essayant de couper l'eau, Bobby est tué par un piège et une nouvelle montre est découverte. Vince pense qu'il y a un lien avec la colonie de Roanoke et le mystérieux mot Croatoan retrouvé sur l'île. Les futurs profilers continuent leurs investigations et réalisent des tests ADN pour déterminer à qui appartient le sang retrouvé sur l'un des cadavres. Les analyses démontrent qu'il s'agit de celui de Sara. Celle-ci se défend cependant d'être la tueuse, mais Vince explique qu'elle a fait tout ça car Harris allait la recaler comme profileuse. Il ajoute qu'elle a été jadis traumatisée par le meurtre de sa petite sœur. Alors que Lucas tente de s'interposer pour protéger Sara, Nicole insiste pour la tuer, persuadée qu'elle est bien la coupable recherchée. Face à l'opposition de ses collègues, Sara décide de s'isoler du groupe. De leur côté, Sarah, Vince, Lucas et Gabe tentent d'en savoir plus sur les meurtres. Ils comprennent ensuite que Nicole est la prochaine victime. Elle est ainsi tuée par une cigarette remplie d'acide.
Les haut-parleurs de l'île diffusent ensuite des messages audio de Harris, leur faisant penser que leur instructeur les a piégé et qu'il est finalement toujours sur l'île. Gabe, Sarah et Lucas laissent ensuite Vince pour chercher Harris. Ils retrouvent finalement son corps, suspendu et relié par des fils, telle une marionnette. Une fusillade éclate et Lucas est tué. Sara fuit pensant que Gabe est l'auteur des coups de feu. De son côté, Vince, sans son fauteuil, tente de s'en sortir et rampe jusqu'à un ascenseur. Alors que le tueur s'approche de lui, Vince lui tire dessus mais son arme a été piégée par le tueur et le coup se retourne contre lui. Alors que Sara découvre son cadavre, Gabe lui saute dessus, persuadé qu'elle est une tueuse. Sara croit quant à elle que Gabe a été recalé du FBI car inapte psychologiquement. Ils commencent alors à se battre, persuadés chacun d'eux que l'autre est le tueur. C'est alors que Lucas, finalement indemne, s'interpose pour protéger Sara. Lui et Gabe s'affrontent violemment. Sara assomme le policier avec un extincteur et se rend au chevet de Lucas. Ce dernier révèle qu'il portait un gilet pare-balles. Sara explique quant à elle avoir retardé les horloges de l'île car le tueur est obsédé par le temps. Elle ajoute avoir mis de la peinture phosphorescente sur les aiguilles pour ensuite repérer le tueur. Alors qu'elle est persuadée qu'il s'agit de Gabe, elle comprend que Lucas est en réalité le tueur. Démasqué, ce dernier révèle tout son plan et son mobile. Il révèle ainsi être un psychopathe depuis qu"il a tué ses propres parents quand il était jeune. Sara parvient cependant à s'échapper et Lucas la poursuit jusque dans un bassin. Malgré sa phobie de l'eau, Lucas parvient à lui tirer dessus. Pour se sauver, Lucas tente de faire comprendre à Sara que toutes les preuves vont l'incriminer elle. Gabe et Sara tuent finalement Lucas par balles.
Le lendemain, l'hélicoptère arrive comme prévu et récupère les deux uniques survivants de l'île.

## Fiche technique
Sauf indication contraire, les informations mentionnées dans cette section peuvent être confirmées par la base de données cinématographiques IMDb,  présente dans la section « Liens externes ».
- Titre français : Profession profiler
- Titre québécois : Psycho-Traqueurs
- Titre original : Mindhunters
- Réalisation : Renny Harlin
- Scénario : Wayne Kramer et Kevin Brodbin (en), avec la participation non créditée d'Ehren Kruger
- Musique : Tuomas Kantelinen
- Photographie : Robert Gantz
- Montage : Neil Farrell et Paul Martin Smith
- Décors : Charles Wood
- Costumes : Louise Frogley
- Production : Cary Brokaw, Akiva Goldsman, Robert F. Newmyer (en), Jeffrey Silver, Rebecca Spikings (en) et Scott Strauss
- Sociétés de production : Dimension Films, Outlaw Productions, Intermedia Films, Avenue Pictures, Weed Road Pictures, avec la participation de Tonna Oy, Outlaw Victoria Productions Inc. et Egmond Film & Television
- Distribution : Miramax/Dimension Films (États-Unis), Gaumont Columbia Tristar Films (France)
- Budget : ~ 27 000 000 USD[réf. nécessaire]
- Pays de production :  États-Unis,  Pays-Bas,

 Royaume-Uni,  Finlande
- Langue originale : anglais
- Format : Couleurs - 2,35:1 - DTS / Dolby Digital / SDDS - 35 mm
- Genre : thriller, policier
- Durée : 106 minutes
- Dates de sortie :
  - Belgique : 19 mars 2004 (festival international du film fantastique de Bruxelles)
  - Finlande : 4 juin 2004
  - Belgique : 21 juillet 2004
  - États-Unis, Canada : 13 mai 2005
  - France : 6 juillet 2005

## Distribution
- LL Cool J (VF : Lucien Jean-Baptiste - VQ : François L'Écuyer) : Gabe Jensen
- Jonny Lee Miller (VF : David Kruger - VQ : Antoine Durand) : Lucas Harper
- Kathryn Morris (VF : Virginie Ogouz - VQ : Manon Arsenault) : Sara Moore
- Clifton Collins Jr. (VF : Olivier Jankovic - VQ : Hugolin Chevrette) : Vince Sherman
- Patricia Velasquez (VF : Géraldine Asselin) : Nicole Willis
- Eion Bailey (VF : Guillaume Lebon - VQ : Patrice Dubois) : Bobby Whitman
- Val Kilmer (VF : Emmanuel Jacomy - VQ : Gilbert Lachance) : Jake Harris
- Christian Slater (VF : Damien Boisseau - VQ : Pierre Auger) : J. D. Reston
- Will Kemp (en) (VF : Laurent Morteau) : Rafe Perry
- Cassandra Bell (de) : Jen
- Jasmine Sendar : l'amie de Jen

## Production

### Genèse et développement
Le réalisateur-scénariste sud-africain Wayne Kramer écrit puis vend le script à la 20th Century Fox. Le projet s'intitule alors Unsub (pour « Unknown Subject » soit « sujet inconnu »). La Fox préfère cependant le titre Mindhunters. Wayne Kramer n'apprécie pas tellement ce titre, qui rappelle trop le livre d'un ancien profiler du FBI, John E. Douglas (Mindhunter: Inside the FBI's Elite Serial Crime Unit). La Fox quittera finalement le projet, repris par Dimension Films (filiale de Miramax). Dimension Films charge ensuite Ehren Kruger de procéder à des réécritures du script.
Renny Harlin est choisi comme réalisateur, alors que Peter Howitt avait été évoqué. Il abandonne pour cela le film Un coup de tonnerre (finalement mis en scène par Peter Hyams). Gerard Butler est initialement choisi pour incarner Lucas Harper, mais l'acteur préfère finalement s'engager sur Prisonniers du temps de Richard Donner. Ryan Phillippe est alors envisagé, avant que Jonny Lee Miller signe officiellement pour le rôle. Le rôle de Sara Moore est proposée à Reese Witherspoon, mais elle refuse. Le rôle revient alors à Kathryn Morris. Christopher Walken, Martin Sheen ou encore Gary Busey se voient proposer le rôle de Jake Harris. Tous refusent, au profit de Val Kilmer.

### Tournage

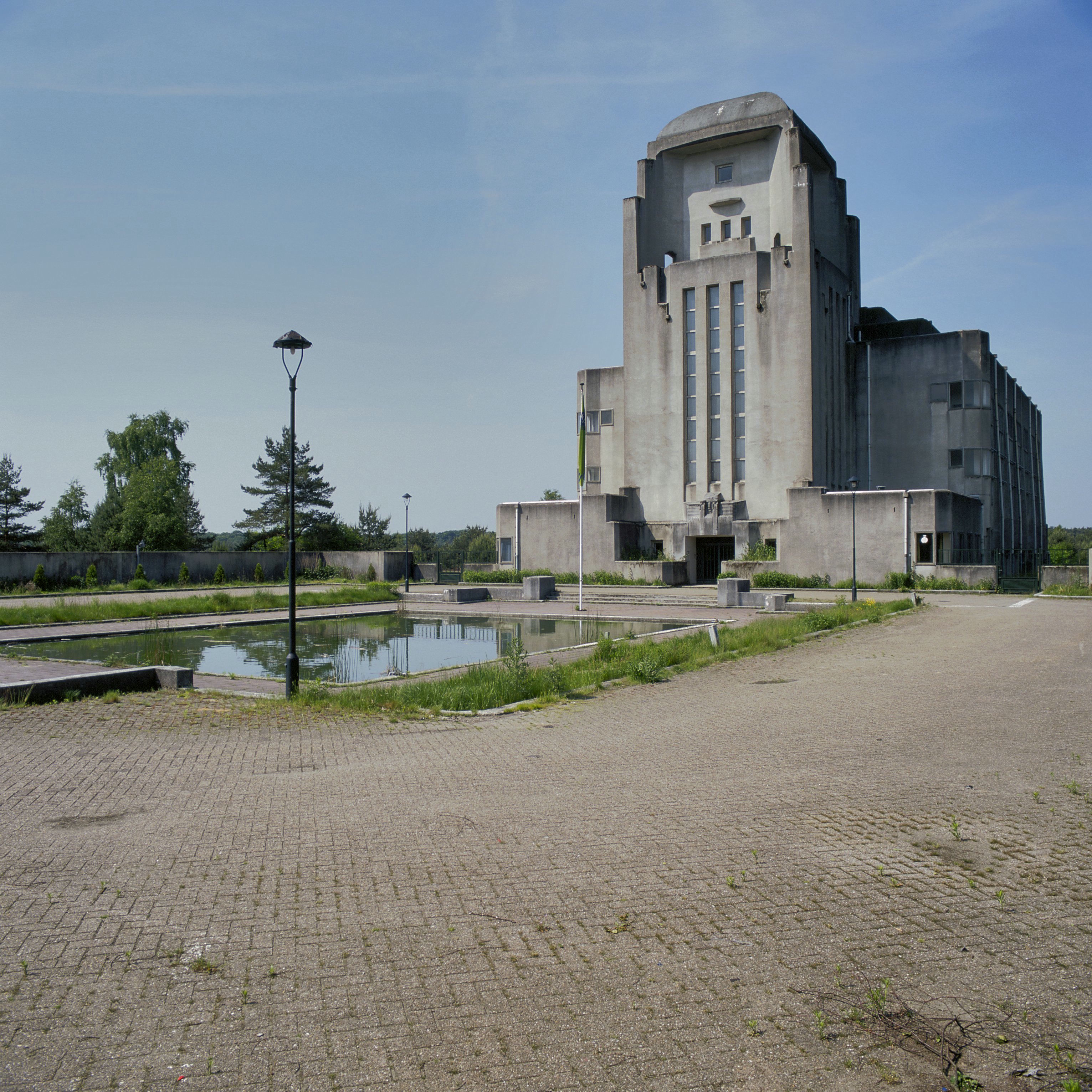
Le Building A de Radio Kootwijk à Apeldoorn

Le tournage a lieu entre février et mai 2002. Il se déroule entièrement aux Pays-Bas (en raison d'un important crédit d'impôts). Il a ainsi lieu à Amsterdam (Amsterdam-Nord), La Haye, l'université d'Utrecht, Delft, Zandvoort, Ossendrecht et Radio Kootwijk à Apeldoorn. L'équipe tourne quelques scènes dans le centre d'entrainement de la Mobiele Eenheid (en), la brigage anti-émeutes de la police néerlandaise. La postproduction est ensuite effectuée aux Twickenham Film Studios près de Londres.

## Sortie

### Report de sortie
Tourné en 2002, le film ne sort qu'en 2004 et aux États-Unis en 2005. La postproduction est assez longue, en raison d'un long processus de montage. De plus, le projet tombe dans une période compliquée chez Miramax, qui doit le distribuer en salles. Les fondateurs de la société, Harvey et Robert Weinstein, sont en train de quitter Miramax pour fonder The Weinstein Company, après des désaccords avec The Walt Disney Company (qui possède Miramax). La sortie est alors repoussée plusieurs fois.

### Accueil critique
Le film reçoit des critiques globalement négatives. Sur l'agrégateur américain Rotten Tomatoes, il récolte 24% d'opinions favorables pour 119 critiques et une note moyenne de 4,28⁄10. Sur Metacritic, il obtient une note moyenne de 33⁄100 pour 30 critiques.
En France, le film obtient une note moyenne de 2,7⁄5 sur le site AlloCiné, qui recense 15 titres de presse.

### Box-office
Le film est un nouvel échec au box-office dans la carrière du réalisateur Renny Harlin. Il ne totalise qu'un peu plus de 20 millions de dollars de recettes mondiales, moins que son budget estimé à 27 millions de dollars.
| Pays ou région    | Box-office      | Date d'arrêt du box-office | Nombre de semaines |
| ----------------- | --------------- | -------------------------- | ------------------ |
| États-Unis Canada | 4 480 744 $     | 14 juillet 2005            | 9                  |
| France            | 112 341 entrées | 9 août 2005                | 5                  |
| Total mondial     | 21 148 829 $    | -                          | -                  |

## Autour du film
Une série télévisée tirée du film était prévue pour 2006, mais n'a toujours pas vu le jour[réf. nécessaire].